# Paroedura hordiesi
Espèce
Paroedura hordiesi est une espèce de geckos de la famille des Gekkonidae.

## Répartition
Cette espèce est endémique de la région de Diana à Madagascar. Elle se rencontre dans la montagne des Français.

## Description
Les 2 spécimens adultes mâles observés lors de la description originale mesurent entre 51,8 mm et 52,6 mm de longueur standard et les 6 spécimens adultes femelles observés lors de la description originale mesurent entre 54,5 mm et 58,0 mm de longueur standard.

## Étymologie
Cette espèce est nommée en l'honneur de Freddy Hordies.

## Publication originale
- Glaw, Rösler, Ineich, Gehring, Köhler & Vences, 2014 : A new species of nocturnal gecko (Paroedura) from karstic limestone in northern Madagascar. Zoosystematics and Evolution, vol. 90, no 2, p. 249-259 (texte intégral).